# Lac de Codole
Le lac de Codole est un lac situé en Haute-Corse à 108 m d'altitude (cote maximale théorique), sur le fleuve du Regino.

## Géographie

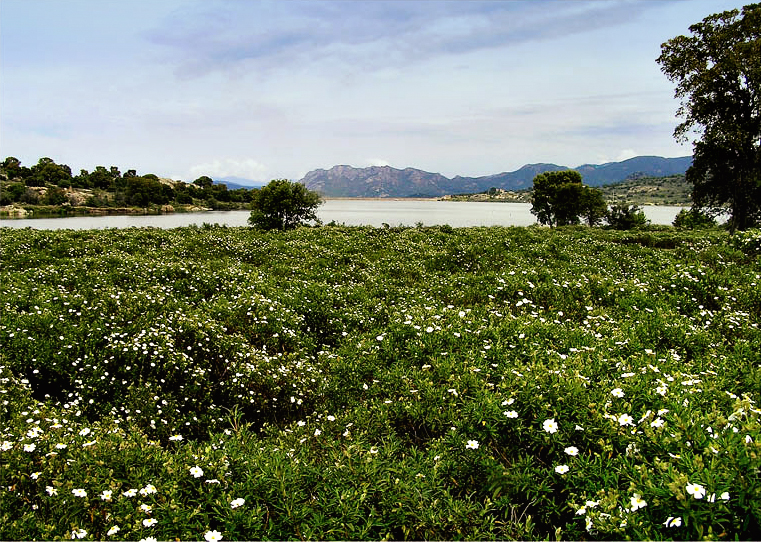
Barrage de Codole sur le Regino

Le lac de Codole est un lac de barrage situé dans la plaine du Regino en Balagne, à 3 kilomètres environ à « vol d'oiseau » au sud de l'Île-Rousse. 

Il est soumis à une contrainte de vidange décennale, la dernière datant de 2001.
Le lac est à cheval sur les communes de Santa-Reparata-di-Balagna au nord et à l'ouest, de Speloncato à l'Est et de Feliceto au Sud.
Le fiume di Regino se jette dans le lac sur la commune de Feliceto. L'émissaire du lac se situe sur la commune de Speloncato. 
C'est au début des années 1980, dans le but d’alimenter le secteur Est de la Balagne en eau brute et en eau potable, que la Société de Mise en Valeur Agricole de la Corse (SOMIVAC) a créé le barrage de Codole. Sa capacité est de (6 600 000 m3).

### Gestion
La gestion des installations (équipements, réseaux et ouvrages), est dévolue à l’Office d’équipement hydraulique de Corse (OEHC), établissement public à caractère industriel et commercial de la Collectivité de Corse, qui a été créé pour remplacer le secteur « eau » de la SOMIVAC.
Une convention de gestion des terrains a été signée le 21 février 1994 entre le Conservatoire des Espaces Naturels de Corse (CEN-Corse) et l’OEHC. Les actions menées ont porté sur le suivi annuel de la fréquentation du plan d’eau par l’avifaune, ainsi que le suivi de la population de cistudes (Emys orbicularis).
Un plan d’aménagement des berges de Codole, œuvre du Conservatoire des Espaces Naturels de Corse et de L’Association des Amis du Parc naturel régional de Corse existe depuis 2005.

## Accès
Le lac est longé du sud à l'est par la route D113.